# مایای عزیز
مایای عزیز (به انگلیسی: Dear Maya) فیلمی محصول سال ۲۰۱۷ و به کارگردانی سوناینا باتناگار است. در این فیلم بازیگرانی همچون مانیشا کویرالا، مادیها امام، شریا چودهاری، روحیت صراف و راکیش امپراکاش مهرا ایفای نقش کرده‌اند.